# Plaza Tiuna
La plaza Tiuna se encuentra ubicada en la avenida Roosevelt de la Parroquia San Pedro en Caracas, Venezuela.
La plaza fue construida en honor al Cacique Tiuna de la tribu de Los Caracas, creció bajo la tutela del Cacique Catia. Tiuna gobernó sobre el área que hoy ocupa Catia La Mar en el estado La Guaira, en la costa caribeña a escasos kilómetros de la ciudad de Caracas. Fue el jefe militar de la confederación Caribe derrotada por Diego de Losada en la batalla de Maracapana efectuada en 1568. 
Durante el gobierno de Marcos Pérez Jiménez se emprenden una serie de obras monumentales para Caracas, entre ellas aquellas relacionadas con las etnias venezolanas. Por ello se decide contactar a Alejandro Colina para el diseño de la escultura del Cacique Tiuna. En 1954 es inaugurada oficialmente por Pérez Jiménez la Plaza Tiuna. La efigie se encuentra sobre un pedestal en forma de pirámide.
Debido al poco mantenimiento recibido, la plaza comenzó a dar muestras aceleradas de deterioro, sin embargo, desde 2008 el gobierno municipal ha decidido someter a un proceso de restauración toda la obra.